# سرود ملی مجارستان
هیمنوس یا سرود ملی مجارستان (به مجاری: Himnusz) در واقع یک دعای شاعرانه موسیقایی است که در سال ۱۸۴۴ به عنوان سرود ملی رسمیت یافت. متن آن را فرنتس کولچِیی شاعر مجار، در سال ۱۸۲۳ نوشته و آهنگ آن را فرنتس اِرکِل ساخته است.

## متن سرود
| برگردان فارسی خداوندا! به مجارستان برکت ده، با لطف و فضل خود این سرزمین را در پناه دستانت گیر در نبرد با دشمنانش مدت‌ها، از بد سرنوشت، گسسته مانده‌بود به او دوره‌ای از آسایش عطا فرما این ملت در ازای تمامی گناهان گذشته، و گناهان آینده رنج کشیده است! تو نیاکان ما را، از فراز قلل مقدس کارپات آوردی با یاری تو بود که میهنی زیبا از آن فرزندان بندگوز شد و هرکجا که رودخانه‌های تیسا و دانوب در جریان‌اند نوادگان آرپاد، قهرمان ما، ریشه گرفته و شکوفا خواهند شد برای ما در دشت‌های کومان تو بودی که گندم رویاندی در تاکستان‌های توکای تو شهد شیرین چکاندی درفش ما را بارها، تو بر خاکریز ترکان وحشی برپا داشتی و «دژ مغرور» وین از دست سپاه سنگین ماتیاش نالید آوخ، اما، از بهر گناهان ما، خشم در سینه تو موج زد و آذرخش خود را فرود آوردی از ابرهای تندرافکن آنک تیر تاراج‌گر مغول را بر سر ما ریختی و آن‌گاه، یوغ بردگی ترک‌ها بر شانه ما نهاده شد بارها و بارها، از دهان جماعت وحشی عثمانی با گذر از پیکرهای سپاه هزیمت‌یافته ما آوای پیروزی سروده شد! بارها و بارها، فرزندان خودت ای میهن من، بر سینه‌ات تاختند و تو از برای فرزندان خود تابوت فرزندان خود شدی! فراری پنهان شد، و شمشیری در جستجوی‌اش به درون غار اندرشد هر جا که گشت، او، نتوانست خانه‌اش را در میهن خود پیدا کند به کوه‌ها رفت و به دره‌ها غم و اندوه تنها یارانش بحر خون در زیر پایش جاری و برفرازش دریایی از آتش. دژی که برپا بود، اینک تلی از سنگ شد لرزه بر اندام شادی و شعف افتاد و به جای آن شیون مرگ و زاری‌ها طنین‌انداز شد. و آوخ که، از خون مردگان آزادی نمی‌شکفد و از دیدگان سوزان یتیمان اشک دردناک بردگی فرومی‌ریزد! ایزدا، بر مجارها ترحم نما چرا که دچار امواج خطرها بوده‌اند دستان محافظ خود را بر دریای سیه‌روزی‌های این سرزمین بگستران که دیری است با شوربختی هم‌دم است دوره‌ای از آسایش عطا فرما به آنان که در ازای تمامی گناهان گذشته، و گناهان آینده رنج کشیده‌اند! | متن مجاری Isten, áldd meg a magyart Jó kedvvel, bőséggel, Nyújts feléje védő kart, Ha küzd ellenséggel; Bal sors akit régen tép, Hozz rá víg esztendőt, Megbűnhődte már e nép A múltat s jövendőt! Őseinket felhozád Kárpát szent bércére, Általad nyert szép hazát Bendegúznak vére. S merre zúgnak habjai Tiszának, Dunának, Árpád hős magzatjai Felvirágozának. Értünk Kunság mezein Ért kalászt lengettél, Tokaj szőlővesszein Nektárt csepegtettél. Zászlónk gyakran plántálád Vad török sáncára, S nyögte Mátyás bús hadát Bécsnek büszke vára. Hajh, de bűneink miatt Gyúlt harag kebledben, S elsújtád villámidat Dörgő fellegedben, Most rabló mongol nyilát Zúgattad felettünk, Majd töröktől rabigát Vállainkra vettünk. Hányszor zengett ajkain Ozmán vad népének Vert hadunk csonthalmain Győzedelmi ének! Hányszor támadt tenfiad Szép hazám, kebledre, S lettél magzatod miatt Magzatod hamvedre! Bújt az üldözött, s felé Kard nyúlt barlangjában, Szerte nézett s nem lelé Honját a hazában, Bércre hág és völgybe száll, Bú s kétség mellette, Vérözön lábainál, S lángtenger fölette. Vár állott, most kőhalom, Kedv s öröm röpkedtek, Halálhörgés, siralom Zajlik már helyettek. S ah, szabadság nem virúl A holtnak véréből, Kínzó rabság könnye hull Árvák hő szeméből! Szánd meg Isten a magyart Kit vészek hányának, Nyújts feléje védő kart Tengerén kínjának. Bal sors akit régen tép, Hozz rá víg esztendőt, Megbűnhődte már e nép A múltat s jövendőt! |